# Dobrovlje (Braslovče)
Dobrovlje (Duits: Dobroll) is een plaats in Slovenië en maakt deel uit van de gemeente Braslovče in de NUTS-3-regio Savinjska. De plaats telde 147 inwoners op 1 januari 2020.